# Danh sách tập truyện Thám tử lừng danh Conan
Đây là Danh sách tập truyện Thám tử lừng danh Conan. Loạt truyện do Aoyama Gosho viết và đăng định kỳ trên tạp chí Weekly Shōnen Sunday của Shogakukan. Truyện này được bắt đầu phát hành từ  19 tháng 1 năm 1994. Tính đến nay loạt truyện đã được phát hành hơn 1100 chương, được đóng thành 107 tập tankobon và đứng thứ 24 trong top manga dài tập nhất thế kỷ 21. Những phiên bản chuyển thể dựa trên truyện này cũng đã được tiến hành bao gồm anime và phim điện ảnh. Một cơ sở dữ liệu bao gồm tất cả vụ án trong manga đã được thành lập vào năm 2007..

## Danh sách tập truyện

### Tập 1–40
| #                                                                                            | Phát hành Tiếng Nhật | Phát hành Tiếng Nhật                                                | Phát hành Tiếng Việt | Phát hành Tiếng Việt |
| #                                                                                            | Ngày phát hành       | ISBN                                                                | Ngày phát hành       | ISBN                 |
| -------------------------------------------------------------------------------------------- | -------------------- | ------------------------------------------------------------------- | -------------------- | -------------------- |
| 1                                                                                            | 18 tháng 6 năm 1994  | 978-4-09-123371-6 calling template requires template_name parameter | 21 tháng 4 năm 2000  | 978-604-2-04374-8    |
| 2                                                                                            | 18 tháng 7 năm 1994  | 978-4-09-123372-4 calling template requires template_name parameter | 28 tháng 4 năm 2000  | 978-604-2-04375-5    |
| 3                                                                                            | 18 tháng 10 năm 1994 | 978-4-09-123373-2 calling template requires template_name parameter | 5 tháng 5 năm 2000   | 978-604-2-04376-2    |
| 4                                                                                            | 18 tháng 2 năm 1995  | 978-4-09-123374-0 calling template requires template_name parameter | 12 tháng 5 năm 2000  | 978-604-2-04377-9    |
| 5                                                                                            | 18 tháng 4 năm 1995  | 978-4-09-123375-9 calling template requires template_name parameter | 19 tháng 5 năm 2000  | 978-604-2-04378-6    |
| 6                                                                                            | 18 tháng 7 năm 1995  | 978-4-09-123376-7 calling template requires template_name parameter | 26 tháng 5 năm 2000  | 978-604-2-04379-3    |
| 7                                                                                            | 18 tháng 11 năm 1995 | 978-4-09-123377-5 calling template requires template_name parameter | 2 tháng 6 năm 2000   | 978-604-2-04380-9    |
| 8                                                                                            | 9 tháng 12 năm 1995  | 978-4-09-123378-3                                                   | 9 tháng 6 năm 2000   | 978-604-2-04381-6    |
| 9                                                                                            | 18 tháng 1 năm 1996  | 978-4-09-123379-1 calling template requires template_name parameter | 16 tháng 6 năm 2000  | 978-604-2-04382-3    |
| 10                                                                                           | 18 tháng 4 năm 1996  | 978-4-09-123380-5 calling template requires template_name parameter | 23 tháng 6 năm 2000  | 978-604-2-04383-0    |
| 11                                                                                           | 18 tháng 7 năm 1996  | 978-4-09-125041-6 calling template requires template_name parameter | 30 tháng 6 năm 2000  | 978-604-2-04384-7    |
| 12                                                                                           | 18 tháng 9 năm 1996  | 978-4-09-125042-4 calling template requires template_name parameter | 7 tháng 7 năm 2000   | 978-604-2-04385-4    |
| 13                                                                                           | 10 tháng 12 năm 1996 | 978-4-09-125043-2 calling template requires template_name parameter | 21 tháng 7 năm 2000  | 978-604-2-04386-1    |
| 14                                                                                           | 18 tháng 3 năm 1997  | 978-4-09-125044-0 calling template requires template_name parameter | 28 tháng 7 năm 2000  | 978-604-2-04387-8    |
| 15                                                                                           | 18 tháng 6 năm 1997  | 978-4-09-125045-9 calling template requires template_name parameter | 11 tháng 8 năm 2000  | 978-604-2-04388-5    |
| 16                                                                                           | 9 tháng 8 năm 1997   | 978-4-09-125046-7 calling template requires template_name parameter | 18 tháng 8 năm 2000  | 978-604-2-04389-2    |
| 17                                                                                           | 18 tháng 11 năm 1997 | 978-4-09-125047-5 calling template requires template_name parameter | 1 tháng 9 năm 2000   | 978-604-2-04390-8    |
| 18                                                                                           | 17 tháng 1 năm 1998  | 978-4-09-125048-3                                                   | 8 tháng 9 năm 2000   | 978-604-2-04391-5    |
| 19                                                                                           | 18 tháng 4 năm 1998  | 978-4-09-125049-1 calling template requires template_name parameter | 29 tháng 9 năm 2000  | 978-604-2-04392-2    |
| 20                                                                                           | 18 tháng 7 năm 1998  | 978-4-09-125050-5 calling template requires template_name parameter | 13 tháng 10 năm 2000 | 978-604-2-04393-9    |
| 21                                                                                           | 17 tháng 10 năm 1998 | 978-4-09-125491-8 calling template requires template_name parameter | 27 tháng 10 năm 2000 | 978-604-2-04394-6    |
| 22                                                                                           | 18 tháng 2 năm 1999  | 978-4-09-125492-6 calling template requires template_name parameter | 10 tháng 11 năm 2000 | 978-604-2-04395-3    |
| 23                                                                                           | 17 tháng 4 năm 1999  | 978-4-09-125493-4 calling template requires template_name parameter | 24 tháng 11 năm 2000 | 978-604-2-04396-0    |
| 24                                                                                           | 17 tháng 7 năm 1999  | 978-4-09-125494-2 calling template requires template_name parameter | 8 tháng 12 năm 2000  | 978-604-2-04397-7    |
| 25                                                                                           | 18 tháng 10 năm 1999 | 978-4-09-125495-0 calling template requires template_name parameter | 22 tháng 12 năm 2000 | 978-604-2-04398-4    |
| 26                                                                                           | 18 tháng 2 năm 2000  | 978-4-09-125496-9 calling template requires template_name parameter | 5 tháng 1 năm 2001   | 978-604-2-04399-1    |
| 27                                                                                           | 18 tháng 4 năm 2000  | 978-4-09-125497-7 calling template requires template_name parameter | 27 tháng 4 năm 2001  | 978-604-2-04400-4    |
| 28                                                                                           | 18 tháng 7 năm 2000  | 978-4-09-125498-5 calling template requires template_name parameter | 11 tháng 5 năm 2001  | 978-604-2-04401-1    |
| 29                                                                                           | 18 tháng 9 năm 2000  | 978-4-09-125499-3                                                   | 25 tháng 5 năm 2001  | 978-604-2-04402-8    |
| 30                                                                                           | 18 tháng 12 năm 2000 | 978-4-09-125500-0 calling template requires template_name parameter | Tháng 8 năm 2001     | 978-604-2-04403-5    |
| 31                                                                                           | 17 tháng 3 năm 2001  | 978-4-09-126161-2 calling template requires template_name parameter | Tháng 10 năm 2001    | 978-604-2-04404-2    |
| 32                                                                                           | 18 tháng 4 năm 2001  | 978-4-09-126162-0 calling template requires template_name parameter | 9 tháng 11 năm 2001  | 978-604-2-04405-9    |
| 33                                                                                           | 18 tháng 7 năm 2001  | 978-4-09-126163-9 calling template requires template_name parameter | 30 tháng 11 năm 2001 | 978-604-2-04406-6    |
| 34                                                                                           | 18 tháng 9 năm 2001  | 978-4-09-126164-7 calling template requires template_name parameter | 21 tháng 12 năm 2001 | 978-604-2-04407-3    |
| 35                                                                                           | 18 tháng 12 năm 2001 | 978-4-09-126165-5 calling template requires template_name parameter | Tháng 2 năm 2002     | 978-604-2-04408-0    |
| 36                                                                                           | 18 tháng 2 năm 2002  | 978-4-09-126166-3                                                   | Tháng 5 năm 2002     | 978-604-2-04409-7    |
| 37                                                                                           | 18 tháng 4 năm 2002  | 978-4-09-126167-1 calling template requires template_name parameter | Tháng 10 năm 2002    | 978-604-2-04410-3    |
| 38                                                                                           | 18 tháng 7 năm 2002  | 978-4-09-126168-X calling template requires template_name parameter | 29 tháng 11 năm 2002 | 978-604-2-04411-0    |
| 39                                                                                           | 18 tháng 11 năm 2002 | 978-4-09-126169-8 calling template requires template_name parameter | 27 tháng 12 năm 2002 | 978-604-2-04412-7    |
| 40                                                                                           | 18 tháng 2 năm 2003  | 978-4-09-126170-1 calling template requires template_name parameter | Tháng 4 năm 2003     | 978-604-2-04413-4    |
| Mã ISBN tiếng Việt được lấy từ Cục Xuất bản, In và Phát hành - Bộ thông tin và truyền thông. |                      |                                                                     |                      |                      |

### Tập 41–80
| #                                                                                            | Phát hành Tiếng Nhật | Phát hành Tiếng Nhật                                                | Phát hành Tiếng Việt | Phát hành Tiếng Việt |
| #                                                                                            | Ngày phát hành       | ISBN                                                                | Ngày phát hành       | ISBN                 |
| -------------------------------------------------------------------------------------------- | -------------------- | ------------------------------------------------------------------- | -------------------- | -------------------- |
| 41                                                                                           | 9 tháng 4 năm 2003   | 978-4-09-126411-5 calling template requires template_name parameter | Tháng 6 năm 2003     | 978-604-2-04414-1    |
| 42                                                                                           | 18 tháng 7 năm 2003  | 978-4-09-126412-3 calling template requires template_name parameter | Tháng 9 năm 2003     | 978-604-2-04415-8    |
| 43                                                                                           | 18 tháng 10 năm 2003 | 978-4-09-126413-1 calling template requires template_name parameter | 28 tháng 12 năm 2003 | 978-604-2-04416-5    |
| 44                                                                                           | 17 tháng 1 năm 2004  | 978-4-09-126414-X calling template requires template_name parameter | Tháng 3 năm 2004     | 978-604-2-04417-2    |
| 45                                                                                           | 5 tháng 4 năm 2004   | 978-4-09-126415-8 calling template requires template_name parameter | 25 tháng 6 năm 2004  | 978-604-2-04418-9    |
| 46                                                                                           | 16 tháng 7 năm 2004  | 978-4-09-126416-6 calling template requires template_name parameter | Quý 4 năm 2004       | 978-604-2-04419-6    |
| 47                                                                                           | 18 tháng 10 năm 2004 | 978-4-09-126417-4 calling template requires template_name parameter | Tháng 1 năm 2005     | 978-604-2-04420-2    |
| 48                                                                                           | 14 tháng 1 năm 2005  | 978-4-09-126418-2 calling template requires template_name parameter | Quý 2 năm 2005       | 978-604-2-04421-9    |
| 49                                                                                           | 6 tháng 4 năm 2005   | 978-4-09-126419-0                                                   | Tháng 7 năm 2005     | 978-604-2-04422-6    |
| 50                                                                                           | 15 tháng 7 năm 2005  | 978-4-09-126420-4 calling template requires template_name parameter | Quý 4 năm 2005       | 978-604-2-04423-3    |
| 51                                                                                           | 18 tháng 10 năm 2005 | 978-4-09-127361-0 calling template requires template_name parameter | 24 tháng 3 năm 2006  | 978-604-2-04424-0    |
| 52                                                                                           | 14 tháng 1 năm 2006  | 978-4-09-120026-5 calling template requires template_name parameter | 5 tháng 5 năm 2006   | 978-604-2-04425-7    |
| 53                                                                                           | 17 tháng 2 năm 2006  | 978-4-09-120110-5 calling template requires template_name parameter | 7 tháng 7 năm 2006   | 978-604-2-04426-4    |
| 54                                                                                           | 16 tháng 6 năm 2006  | 978-4-09-120377-9                                                   | 25 tháng 8 năm 2006  | 978-604-2-04427-1    |
| 55                                                                                           | 15 tháng 9 năm 2006  | 978-4-09-120628-X calling template requires template_name parameter | 22 tháng 12 năm 2006 | 978-604-2-04428-8    |
| 56                                                                                           | 13 tháng 1 năm 2007  | 978-4-09-120706-7                                                   | 30 tháng 3 năm 2007  | 978-604-2-04429-5    |
| 57                                                                                           | 5 tháng 4 năm 2007   | 978-40-91-21110-1                                                   | 4 tháng 5 năm 2007   | 978-604-2-04430-1    |
| 58                                                                                           | 18 tháng 7 năm 2007  | 978-4-09-121155-2                                                   | 17 tháng 9 năm 2007  | 978-604-2-04431-8    |
| 59                                                                                           | 18 tháng 10 năm 2007 | 978-4-09-121199-6                                                   | 10 tháng 12 năm 2007 | 978-604-2-04432-5    |
| 60                                                                                           | 12 tháng 1 năm 2008  | 978-4-09-121266-5                                                   | 31 tháng 3 năm 2008  | 978-604-2-04433-2    |
| 61                                                                                           | 3 tháng 4 năm 2008   | 978-4-09-121340-2                                                   | 30 tháng 6 năm 2008  | 978-604-2-04434-9    |
| 62                                                                                           | 11 tháng 8 năm 2008  | 978-4-09-121464-5                                                   | 16 tháng 1 năm 2009  | 978-604-2-04435-6    |
| 63                                                                                           | 7 tháng 11 năm 2008  | 978-4-09-121513-0                                                   | 17 tháng 4 năm 2009  | 978-604-2-04436-3    |
| 64                                                                                           | 2 tháng 4 năm 2009   | 978-4-09-121892-6                                                   | 26 tháng 6 năm 2009  | 978-604-2-04437-0    |
| 65                                                                                           | 18 tháng 8 năm 2009  | 978-4-09-121717-2                                                   | 6 tháng 11 năm 2009  | 978-604-2-04438-7    |
| 66                                                                                           | 18 tháng 11 năm 2009 | 978-4-09-122048-6                                                   | 29 tháng 1 năm 2010  | 978-604-2-04439-4    |
| 67                                                                                           | 18 tháng 2 năm 2010  | 978-4-09-122146-9                                                   | 21 tháng 5 năm 2010  | 978-604-2-04440-0    |
| 68                                                                                           | 18 tháng 5 năm 2010  | 978-4-09-122290-9                                                   | 24 tháng 9 năm 2010  | 978-604-2-04441-7    |
| 69                                                                                           | 18 tháng 8 năm 2010  | 978-4-09-122500-9                                                   | 26 tháng 11 năm 2010 | 978-604-2-04442-4    |
| 70                                                                                           | 18 tháng 11 năm 2010 | 978-4-09-122658-7                                                   | 11 tháng 3 năm 2011  | 978-604-2-04443-1    |
| 71                                                                                           | 18 tháng 2 năm 2011  | 978-4-09-122780-5                                                   | 26 tháng 8 năm 2011  | 978-604-2-04444-8    |
| 72                                                                                           | 17 tháng 6 năm 2011  | 978-4-09-122898-7                                                   | 25 tháng 11 năm 2011 | 978-604-2-04445-5    |
| 73                                                                                           | 16 tháng 9 năm 2011  | 978-4-09-123235-9                                                   | 2 tháng 3 năm 2012   | 978-604-2-04446-2    |
| 74                                                                                           | 14 tháng 12 năm 2011 | 978-4-09-123428-5                                                   | 25 tháng 5 năm 2012  | 978-604-2-04447-9    |
| 75                                                                                           | 14 tháng 4 năm 2012  | 978-4-09-159101-2                                                   | 21 tháng 9 năm 2012  | 978-604-2-04448-6    |
| 76                                                                                           | 18 tháng 6 năm 2012  | 978-4-09-123738-5                                                   | 28 tháng 12 năm 2012 | 978-604-2-04449-3    |
| 77                                                                                           | 18 tháng 9 năm 2012  | 978-4-09-123806-1                                                   | 8 tháng 3 năm 2013   | 978-604-2-04450-9    |
| 78                                                                                           | 18 tháng 12 năm 2012 | 978-4-09-124031-6                                                   | 10 tháng 5 năm 2013  | 978-604-2-04451-6    |
| 79                                                                                           | 18 tháng 4 năm 2013  | 978-4-09-124291-4                                                   | 27 tháng 9 năm 2013  | 978-604-2-04452-3    |
| 80                                                                                           | 18 tháng 7 năm 2013  | 978-4-09-124324-9                                                   | 28 tháng 3 năm 2014  | 978-604-2-04453-0    |
| Mã ISBN tiếng Việt được lấy từ Cục Xuất bản, In và Phát hành - Bộ thông tin và truyền thông. |                      |                                                                     |                      |                      |

### Tập 81-nay
| #                                                                                            | Phát hành Tiếng Nhật | Phát hành Tiếng Nhật | Phát hành tiếng Việt | Phát hành tiếng Việt |
| #                                                                                            | Ngày phát hành       | ISBN                 | Ngày phát hành       | ISBN                 |
| -------------------------------------------------------------------------------------------- | -------------------- | -------------------- | -------------------- | -------------------- |
| 81                                                                                           | 18 tháng 11 năm 2013 | 978-4-09-124499-4    | 27 tháng 6 năm 2014  | 978-604-2-04454-7    |
| 82                                                                                           | 17 tháng 1 năm 2014  | 978-4-09-124551-9    | 26 tháng 9 năm 2014  | 978-604-2-04455-4    |
| 83                                                                                           | 18 tháng 4 năm 2014  | 978-4-09-124620-2    | 19 tháng 12 năm 2014 | 978-604-2-04456-1    |
| 84                                                                                           | 18 tháng 7 năm 2014  | 978-4-09-125028-5    | 24 tháng 4 năm 2015  | 978-604-2-04829-3    |
| 85                                                                                           | 18 tháng 12 năm 2014 | 978-4-09-125376-7    | 30 tháng 10 năm 2015 | 978-604-2-04830-9    |
| 86                                                                                           | 17 tháng 4 năm 2015  | 978-4-09-125817-5    | 19 tháng 2 năm 2016  | 978-604-2-07513-8    |
| 87                                                                                           | 18 tháng 8 năm 2015  | 978-4-09-126209-7    | 20 tháng 5 năm 2016  | 978-604-2-07514-5    |
| 88                                                                                           | 18 tháng 12 năm 2015 | 978-4-09-126540-1    | 29 tháng 7 năm 2016  | 978-604-2-07515-2    |
| 89                                                                                           | 15 tháng 4 năm 2016  | 978-4-09-127089-4    | 16 tháng 9 năm 2016  | 978-604-2-07516-9    |
| 90                                                                                           | 18 tháng 8 năm 2016  | 978-4-09-127330-7    | 24 tháng 2 năm 2017  | 978-604-2-07517-6    |
| 91                                                                                           | 16 tháng 12 năm 2016 | 978-4-09-127430-4    | 26 tháng 5 năm 2017  | 978-604-2-08820-6    |
| 92                                                                                           | 12 tháng 4 năm 2017  | 978-4-09-127553-0    | 27 tháng 10 năm 2017 | 978-604-2-08821-3    |
| 93                                                                                           | 18 tháng 7 năm 2017  | 978-4-09-127671-1    | 23 tháng 2 năm 2018  | 978-604-2-08822-0    |
| 94                                                                                           | 18 tháng 12 năm 2017 | 978-4-09-127883-8    | 5 tháng 10 năm 2018  | 978-604-2-10342-8    |
| 95                                                                                           | 18 tháng 10 năm 2018 | 978-4-09-128560-7    | 29 tháng 3 năm 2019  | 978-604-2-13537-5    |
| 96                                                                                           | 10 tháng 4 năm 2019  | 978-4-09-129179-0    | 4 tháng 10 năm 2019  | 978-604-2-14986-0    |
| 97                                                                                           | 18 tháng 12 năm 2019 | 978-4-09-129449-4    | 24 tháng 7 năm 2020  | 978-604-2-16821-2    |
| 98                                                                                           | 15 tháng 4 năm 2020  | 978-4-09-850059-8    | 15 tháng 1 năm 2021  | 978-604-2-19000-8    |
| 99                                                                                           | 14 tháng 4 năm 2021  | 978-4-09-850513-5    | 14 tháng 1 năm 2022  | 978-604-2-23425-2    |
| 100                                                                                          | 18 tháng 10 năm 2021 | 978-4-09-850717-7    | 14 tháng 11 năm 2022 | 978-604-2-27297-1    |
| 101                                                                                          | 13 tháng 4 năm 2022  | 978-4-09-851054-2    | 17 tháng 11 năm 2023 | 978-604-2-32713-8    |
| 102                                                                                          | 15 tháng 9 năm 2022  | 978-4-09-851255-3    | 5 tháng 1 năm 2024   | 978-604-2-32714-5    |
| 103                                                                                          | 12 tháng 4 năm 2023  | 978-4-09-852026-8    | 20 tháng 9 năm 2024  | 978-604-2-37836-9    |
| 104                                                                                          | 18 tháng 10 năm 2023 | 978-4-09-852850-9    | 15 tháng 11 năm 2024 | 978-604-2-38728-6    |
| 105                                                                                          | 10 tháng 4 năm 2024  | 978-4-09-853217-9    | 6 tháng 1 năm 2025   | 978-604-2-38730-9    |
| 106                                                                                          | 18 tháng 10 năm 2024 | 978-4-09-853633-7    | 25 tháng 7 năm 2025  | 978-604-2-25587-5    |
| 107                                                                                          | 18 tháng 4 năm 2025  | 978-4-09-854079-2    | —                    | —                    |
| 108                                                                                          | Tháng 4 năm 2026     | —                    | —                    | —                    |
| Mã ISBN tiếng Việt được lấy từ Cục Xuất bản, In và Phát hành - Bộ thông tin và truyền thông. |                      |                      |                      |                      |

Đây là một danh sách chưa hoàn chỉnh. Bạn có thể giúp Wikipedia .

## Manga Special Editions (Thám tử lừng danh Conan – Bộ đặc biệt)
| #                                                                                            | Phát hành Tiếng Nhật | Phát hành Tiếng Nhật                                                | Phát hành tiếng Việt                               | Phát hành tiếng Việt |
| #                                                                                            | Ngày phát hành       | ISBN                                                                | Ngày phát hành                                     | ISBN                 |
| -------------------------------------------------------------------------------------------- | -------------------- | ------------------------------------------------------------------- | -------------------------------------------------- | -------------------- |
| 1                                                                                            | 28 tháng 1 năm 1997  | 978-4-09-142531-3 calling template requires template_name parameter | 2 tháng 2 năm 2001 14 tháng 5 năm 2018 (tái bản)   | 978-604-2-10602-3    |
| 2                                                                                            | 28 tháng 10 năm 1997 | 978-4-09-142532-1 calling template requires template_name parameter | 16 tháng 2 năm 2001 28 tháng 5 năm 2018 (tái bản)  | 978-604-2-10603-0    |
| 3                                                                                            | 28 tháng 11 năm 1997 | 978-4-09-142533-X calling template requires template_name parameter | 2 tháng 3 năm 2001 11 tháng 6 năm 2018 (tái bản)   | 978-604-2-10604-7    |
| 4                                                                                            | 18 tháng 3 năm 1998  | 978-4-09-142534-8                                                   | 16 tháng 3 năm 2001 25 tháng 6 năm 2018 (tái bản)  | 978-604-2-10605-4    |
| 5                                                                                            | 18 tháng 4 năm 1998  | 978-4-09-142535-6 calling template requires template_name parameter | 30 tháng 3 năm 2001 9 tháng 7 năm 2018 (tái bản)   | 978-604-2-10908-6    |
| 6                                                                                            | 28 tháng 1 năm 1999  | 978-4-09-142536-4 calling template requires template_name parameter | Tháng 4 năm 2001 23 tháng 7 năm 2018 (tái bản)     | 978-604-2-10909-3    |
| 7                                                                                            | 26 tháng 4 năm 1999  | 978-4-09-142537-2 calling template requires template_name parameter | Tháng 5 năm 2001 6 tháng 8 năm 2018 (tái bản)      | 978-604-2-10910-9    |
| 8                                                                                            | 7 tháng 8 năm 1999   | 978-4-09-142538-0 calling template requires template_name parameter | Tháng 6 năm 2001 20 tháng 8 năm 2018 (tái bản)     | 978-604-2-10911-6    |
| 9                                                                                            | 18 tháng 12 năm 1999 | 978-4-09-142539-9 calling template requires template_name parameter | Tháng 7 năm 2001 10 tháng 9 năm 2018 (tái bản)     | 978-604-2-10912-3    |
| 10                                                                                           | 28 tháng 3 năm 2000  | 978-4-09-142540-2 calling template requires template_name parameter | 17 tháng 8 năm 2001 24 tháng 9 năm 2018 (tái bản)  | 978-604-2-10913-0    |
| 11                                                                                           | 27 tháng 5 năm 2000  | 978-4-09-142781-2 calling template requires template_name parameter | 8 tháng 10 năm 2018 (tái bản)                      | 978-604-2-10914-7    |
| 12                                                                                           | 25 tháng 12 năm 2000 | 4-09-142782-0                                                       | 29 tháng 3 năm 2002 22 tháng 10 năm 2018 (tái bản) | 978-604-2-10915-4    |
| 13                                                                                           | 28 tháng 5 năm 2001  | 978-4-09-142783-9 calling template requires template_name parameter | 2002 5 tháng 11 năm 2018 (tái bản)                 | 978-604-2-10916-1    |
| 14                                                                                           | 28 tháng 8 năm 2001  | 978-4-09-142784-7                                                   | 19 tháng 11 năm 2018 (tái bản)                     | 978-604-2-10917-8    |
| 15                                                                                           | 28 tháng 3 năm 2002  | 978-4-09-142785-5 calling template requires template_name parameter | 3 tháng 12 năm 2018 (tái bản)                      | 978-604-2-10918-5    |
| 16                                                                                           | 28 tháng 8 năm 2002  | 978-4-09-142786-3 calling template requires template_name parameter | 17 tháng 12 năm 2018 (tái bản)                     | 978-604-2-10919-2    |
| 17                                                                                           | 28 tháng 1 năm 2003  | 978-4-09-142787-1 calling template requires template_name parameter | 31 tháng 12 năm 2018 (tái bản)                     | 978-604-2-10920-8    |
| 18                                                                                           | 28 tháng 3 năm 2003  | 978-4-09-142788-X calling template requires template_name parameter | 21 tháng 1 năm 2019 (tái bản)                      | 978-604-2-10921-5    |
| 19                                                                                           | 28 tháng 5 năm 2003  | 978-4-09-142789-8 calling template requires template_name parameter | 28 tháng 1 năm 2019 (tái bản)                      | 978-604-2-12362-4    |
| 20                                                                                           | 24 tháng 12 năm 2003 | 978-4-09-142790-1 calling template requires template_name parameter | 4 tháng 3 năm 2019 (tái bản)                       | 978-604-2-12363-1    |
| 21                                                                                           | 1 tháng 4 năm 2004   | 978-4-09-143191-7 calling template requires template_name parameter | 18 tháng 3 năm 2019 (tái bản)                      | 978-604-2-12364-8    |
| 22                                                                                           | 27 tháng 8 năm 2004  | 978-4-09-143192-5 calling template requires template_name parameter | 1 tháng 4 năm 2019 (tái bản)                       | 978-604-2-12365-5    |
| 23                                                                                           | 24 tháng 12 năm 2004 | 978-4-09-143193-3 calling template requires template_name parameter | 22 tháng 4 năm 2019 (tái bản)                      | 978-604-2-12366-2    |
| 24                                                                                           | 28 tháng 3 năm 2005  | 978-4-09-143194-1 calling template requires template_name parameter | 13 tháng 5 năm 2019 (tái bản)                      | 978-604-2-12367-9    |
| 25                                                                                           | 26 tháng 4 năm 2005  | 978-4-09-143195-X calling template requires template_name parameter | 27 tháng 5 năm 2019 (tái bản)                      | 978-604-2-12368-6    |
| 26                                                                                           | 24 tháng 12 năm 2005 | 978-4-09-140079-5 calling template requires template_name parameter | 21 tháng 7 năm 2006 10 tháng 6 năm 2019 (tái bản)  | 978-604-2-12369-3    |
| 27                                                                                           | 27 tháng 2 năm 2006  | 4-09-140094-9                                                       | 15 tháng 9 năm 2006 24 tháng 6 năm 2019 (tái bản)  | 978-604-2-12370-9    |
| 28                                                                                           | 27 tháng 10 năm 2006 | 978-4-09-140255-0 calling template requires template_name parameter | 15 tháng 12 năm 2006 8 tháng 7 năm 2019 (tái bản)  | 978-604-2-12371-6    |
| 29                                                                                           | 25 tháng 12 năm 2006 | 978-4-09-140315-8 calling template requires template_name parameter | 18 tháng 2 năm 2008 22 tháng 7 năm 2019 (tái bản)  | 978-604-2-12372-3    |
| 30                                                                                           | 28 tháng 11 năm 2007 | 978-4-09-140415-2                                                   | 17 tháng 3 năm 2008 5 tháng 8 năm 2019 (tái bản)   | 978-604-2-12373-0    |
| 31                                                                                           | 25 tháng 12 năm 2007 | 978-4-09-140457-2                                                   | 28 tháng 4 năm 2008 19 tháng 8 năm 2019 (tái bản)  | 978-604-2-12374-7    |
| 32                                                                                           | 27 tháng 11 năm 2008 | 978-4-09-140730-6                                                   | 7 tháng 8 năm 2009 9 tháng 9 năm 2019 (tái bản)    | 978-604-2-12375-4    |
| 33                                                                                           | 25 tháng 12 năm 2008 | 978-4-09-140745-0                                                   | 18 tháng 9 năm 2009 23 tháng 9 năm 2019 (tái bản)  | 978-604-2-12376-1    |
| 34                                                                                           | 28 tháng 7 năm 2009  | 978-4-09-140813-6                                                   | 25 tháng 12 năm 2009 9 tháng 10 năm 2019 (tái bản) | 978-604-2-12377-8    |
| 35                                                                                           | 25 tháng 12 năm 2009 | 978-4-09-140878-5                                                   | 19 tháng 3 năm 2010 21 tháng 10 năm 2019 (tái bản) | 978-604-2-12378-5    |
| 36                                                                                           | 28 tháng 7 năm 2010  | 978-4-09-141056-6                                                   | 3 tháng 12 năm 2010 4 tháng 11 năm 2019 (tái bản)  | 978-604-2-12379-2    |
| 37                                                                                           | 28 tháng 11 năm 2011 | 978-4-09-141368-0                                                   | 11 tháng 6 năm 2012 18 tháng 11 năm 2019 (tái bản) | 978-604-2-12380-8    |
| 38                                                                                           | 27 tháng 7 năm 2012  | 978-4-09-141460-1                                                   | 30 tháng 11 năm 2012 2 tháng 12 năm 2019 (tái bản) | 978-604-2-12381-5    |
| 39                                                                                           | 28 tháng 10 năm 2014 | 978-4-09-141830-2                                                   | 7 tháng 8 năm 2015 16 tháng 12 năm 2019 (tái bản)  | 978-604-2-12382-2    |
| 40                                                                                           | 28 tháng 12 năm 2015 | 978-4-09-142108-1                                                   | 14 tháng 6 năm 2017 30 tháng 12 năm 2019 (tái bản) | 978-604-2-15254-9    |
| 41                                                                                           | 28 tháng 10 năm 2016 | 978-4-09-142237-8                                                   | 26 tháng 3 năm 2018 13 tháng 1 năm 2020 (tái bản)  | 978-604-2-15255-6    |
| 42                                                                                           | 28 tháng 7 năm 2017  | 978-4-09-142409-9                                                   | 9 tháng 4 năm 2018 10 tháng 2 năm 2020 (tái bản)   | 978-604-2-15256-3    |
| 43                                                                                           | 28 tháng 5 năm 2018  | 978-4-09-142674-1                                                   | 22 tháng 3 năm 2021                                | 978-604-2-21997-6    |
| 44                                                                                           | 26 tháng 4 năm 2019  | 978-4-09-143015-1                                                   | 5 tháng 4 năm 2021                                 | 978-604-2-21998-3    |
| 45                                                                                           | 28 tháng 4 năm 2020  | 978-4-09-143185-1                                                   | —                                                  | —                    |
| 46                                                                                           | 28 tháng 4 năm 2021  | 978-4-09-143299-5                                                   | —                                                  | —                    |
| 47                                                                                           | 27 tháng 4 năm 2022  | 978-4-09-143394-7                                                   | —                                                  | —                    |
| 48                                                                                           | 26 tháng 5 năm 2023  | 978-4-09-143614-6                                                   | —                                                  | —                    |
| 49                                                                                           | 26 tháng 4 năm 2024  | 978-4-09-143714-3                                                   | —                                                  | —                    |
| Mã ISBN tiếng Việt được lấy từ Cục Xuất bản, In và Phát hành - Bộ thông tin và truyền thông. |                      |                                                                     |                                                    |                      |

Đây là một danh sách chưa hoàn chỉnh. Bạn có thể giúp Wikipedia .

## Phim anime
| #                                                                                            | Nhan đề | Phát hành Part 1                       | Phát hành Part 2                                                                         |
| -------------------------------------------------------------------------------------------- | --- | -------------------------------------- | ---------------------------------------------------------------------------------------- |
| 1                                                                                            | Hoạt hình màu Thám tử lừng danh Conan: Quả bom chọc trời Gekijōban Meitantei Conan: Tokei-jikake no matenrō (劇場版名探偵コナン 時計じかけの摩天楼)                        | 18 tháng 9 năm 1997 978-4-09-124871-8  | 18 tháng 10 năm 1997 978-4-09-124872-5                                                   |
| 2                                                                                            | Hoạt hình màu Thám tử lừng danh Conan: Mục tiêu thứ 14 Gekijōban Meitantei Conan: Jūyonbanme no tagetto (劇場版名探偵コナン 14番目の標的)                                  | 18 tháng 9 năm 1998 978-4-09-124873-2  | 17 tháng 10 năm 1998 978-4-09-124874-9                                                   |
| 3                                                                                            | Hoạt hình màu Thám tử lừng danh Conan: Phù thủy cuối cùng của thế kỷ Gekijōban Meitantei Conan: Seikimatsu no majutsushi (劇場版名探偵コナン 世紀末の魔術師)               | 18 tháng 9 năm 1999 978-4-09-124875-6  | 18 tháng 10 năm 1997 978-4-09-124876-3                                                   |
| 4                                                                                            | Hoạt hình màu Thám tử lừng danh Conan: Thủ phạm trong đôi mắt Gekijōban Meitantei Conan: Hitomi no naka no ansatsusha (劇場版名探偵コナン 瞳の中の暗殺者)                  | 18 tháng 9 năm 2000 978-4-09-124877-0  | 18 tháng 10 năm 2000 978-4-09-124878-7                                                   |
| 5                                                                                            | Hoạt hình màu Thám tử lừng danh Conan: Những giây cuối cùng tới thiên đường Gekijōban Meitantei Conan: Tengoku e no kauntodaun (劇場版名探偵コナン 天国へのカウントダウン) | 17 tháng 11 năm 2001 978-4-09-124879-4 | 18 tháng 12 năm 2001 978-4-09-124880-0                                                   |
| 6                                                                                            | Hoạt hình màu Thám tử lừng danh Conan: Bóng ma đường Baker Gekijōban Meitantei Conan: Beikā Sutorīto no bōrei (劇場版名探偵コナン ベイカー街の亡霊)                        | 18 tháng 10 năm 2002 978-4-09-126851-8 | 18 tháng 11 năm 2002 978-4-09-126852-5                                                   |
| 7                                                                                            | Hoạt hình màu Thám tử lừng danh Conan: Mê cung trong thành phố cổ Gekijōban Meitantei Conan: Meikyū no kurosurōdo (劇場版名探偵コナン 迷宮の十字路)                        | 18 tháng 11 năm 2003 978-4-09-127751-0 | 18 tháng 12 năm 2003 978-4-09-127752-7                                                   |
| 8                                                                                            | Hoạt hình màu Thám tử lừng danh Conan: Nhà ảo thuật với đôi cánh bạc Gekijōban Meitantei Conan: Gin'yoku no majishan (劇場版名探偵コナン 銀翼の奇術師)                     | 18 tháng 11 năm 2004 978-4-09-127753-4 | 17 tháng 12 năm 2004 978-4-09-127754-1                                                   |
| 9                                                                                            | Hoạt hình màu Thám tử lừng danh Conan: Âm mưu trên biển Gekijōban Meitantei Conan: Suiheisenjō no sutoratejī (劇場版名探偵コナン 水平線上の陰謀)                           | 18 tháng 11 năm 2005 978-4-09-120024-2 | 15 tháng 12 năm 2005 978-4-09-120025-9                                                   |
| 10                                                                                           | Hoạt hình màu Thám tử lừng danh Conan: Khúc nhạc cầu siêu Gekijōban Meitantei Conan: Tantei-tachi no rekuiemu (劇場版名探偵コナン 探偵たちの鎮魂歌)                        | 18 tháng 11 năm 2006 978-4-09-120808-8 | 18 tháng 12 năm 2006 978-4-09-120809-6 calling template requires template_name parameter |
| 11                                                                                           | Hoạt hình màu Phim Thám tử lừng danh Conan: Quan tài xanh thẳm Gekijōban Meitantei Conan: Konpeki no Jorī Rojā (劇場版名探偵コナン 紺碧の棺)                               | 16 tháng 11 năm 2007 978-4-09-121194-1 | 15 tháng 12 năm 2007 978-4-09-121195-8                                                   |
| 12                                                                                           | Hoạt hình màu Thám tử lừng danh Conan: Nốt nhạc kinh hoàng Gekijōban Meitantei Conan: Senritsu no furu sukoa (劇場版名探偵コナン 戦慄の楽譜)                               | 18 tháng 11 năm 2008 978-4-09-121475-1 | 18 tháng 12 năm 2008 978-4-09-121476-8                                                   |
| 13                                                                                           | Hoạt hình màu Thám tử lừng danh Conan: Truy lùng tổ chức Áo Đen Gekijōban Meitantei Conan: Shikkoku no cheisā (劇場版名探偵コナン 漆黒の追跡者)                            | 18 tháng 11 năm 2009 978-4-09-122057-8 | 18 tháng 12 năm 2009 978-4-09-122058-5                                                   |
| 14                                                                                           | Hoạt hình màu Thám tử lừng danh Conan: Khinh khí cầu mắc nạn Gekijōban Meitantei Conan: Tenkuu no Rosuto Shippu (劇場版名探偵コナン 天空の難破船)                          | 18 tháng 11 năm 2010 978-4-09-122574-0 | 17 tháng 12 năm 2010 978-4-09-122575-7                                                   |
| 15                                                                                           | Hoạt hình màu Thám tử lừng danh Conan: Mười lăm phút trầm mặc Gekijōban Meitantei Conan: Chinmoku no Kwōtā (劇場版名探偵コナン 沈黙の15分)                                 | 18 tháng 11 năm 2011 978-4-09-122574-0 | 14 tháng 12 năm 2011 978-4-09-122575-7                                                   |
| 16                                                                                           | Hoạt hình màu Thám tử lừng danh Conan: Cầu thủ ghi bàn số 11 Gekijōban Meitantei Konan Juuichininme no Sutoraikā (劇場版名探偵コナン 11人目のストライカー)                 | 16 tháng 11 năm 2012 978-4-09-124106-1 | 18 tháng 12 năm 2012 978-4-09-124107-8                                                   |
| 17                                                                                           | Hoạt hình màu Thám tử lừng danh Conan: Cuộc điều tra giữa biển khơi Gekijōban Meitantei Konan: Zekkai no Puraibēto Ai (劇場版名探偵コナン 绝海の探偵（プライベート・アイ)) | 18 tháng 11 năm 2013 978-4-09-124537-3 | 18 tháng 11 năm 2013 978-4-09-124538-0                                                   |
| 18                                                                                           | Phim: Lupin III đối đầu Thám tử lừng danh Conan Gekijōban Rupan Sansei Bāsasu Meitantei Konan The Movie (ルパン三世vs名探偵コナン THE MOVIE)                               | 18 tháng 8 năm 2014 978-4-09-125220-3  | 18 tháng 9 năm 2014 978-4-09-125233-3                                                    |
| 19                                                                                           | Hoạt hình màu Thám tử lừng danh Conan: Tay bắn tỉa ở chiều không gian khác Gekijōban Meitantei Conan Ijigen no Sniper (劇場版名探偵コナン 異次元の狙撃手（スナイパー))     | 18 tháng 11 năm 2014 978-4-09-125549-5 | 18 tháng 12 năm 2014 978-4-09-125550-1                                                   |
| 20                                                                                           | Hoạt hình màu Thám tử lừng danh Conan: Hoa hướng dương trong biển lửa Gekijōban Meitantei Conan: Gōka no Himawari (劇場版名探偵コナン 業火の向日葵（ひまわり）)            | 18 tháng 11 năm 2015 978-4-09-126584-5 | 18 tháng 11 năm 2015 978-4-09-126585-2                                                   |
| 21                                                                                           | Hoạt hình màu Thám tử lừng danh Conan: Cơn ác mộng đen tối Gekijōban Meitantei Konan: Junkoku no Naitomea (劇場版名探偵コナン 純黒の悪夢（ナイトメア）)                    | 18 tháng 10 năm 2016 978-4-09-127450-2 | 18 tháng 10 năm 2016 978-4-09-127451-9                                                   |
| 22                                                                                           | Hoạt hình màu Thám tử lừng danh Conan: Bản tình ca màu đỏ thẫm Gekijōban Meitantei Konan: Kara Kurenai no Raburetā (劇場版名探偵コナン から紅の恋歌（ラブレター）)         | 18 tháng 10 năm 2017 978-4-09-127775-6 | 18 tháng 10 năm 2017 978-4-09-127776-3                                                   |
| 23                                                                                           | Hoạt hình màu Thám tử lừng danh Conan: Kẻ hành pháp Zero Gekijōban Anime Comic Meitantei Konan: Zero no Shikkō Hito (劇場版アニメコミック名探偵コナン ゼロの執行人)        | 18 tháng 12 năm 2018 978-4-09-128714-4 | 18 tháng 11 năm 2019 978-4-09-129534-7                                                   |
| Mã ISBN tiếng Việt được lấy từ Cục Xuất bản, In và Phát hành - Bộ thông tin và truyền thông. | |                                        |                                                                                          |